# جوانا ملاح
جوانا ملاح (1 يونيو 1974 -) مغنية لبنانية. كانت بدايتها عام 1993 عندما شاركت في برنامج ستديو الفن عن فئة الأغنية الفلوكلورية وحازت على الميدالية الذهبية.

## حياتها الخاصة
ولدت في بيروت لعائلة مسلمة من الطائفة الشيعية توفي والدها الذي كان يعمل سكرتيرا للفنان بليغ حمدي في لبنان وهي صغيرة وقامت والدتها بتربيتها مع أشقائها هي الأخت الكبرى لثلاثة أشقاء نادين فلاح الإعلامية، رانيا وأخ وحيد اسمه  فادي   درست الموسيقى في المعهد العالي للموسيقى وكان أهلها في فتره من الفترات معارضين دخولها مجال الفن، كما دخلت في بعض المسابقات الفنية وفازت في بعضها 

## مشوارها الفني

### مشاركتها في برنامج ستديو الفن
بدأت مشوارها الفني عام في نهاية العام 1992-1993 عندما شاركت في برنامج ستديو الفن عن فئة الأغنية الفلكوريه ولم تكن تتجاوز التاسعة عشرة من عمرها حيث حازت على الميدالية الذهبية 

### انطلاقتها الفنية وشهرتها
أطلقت ألبومها الأول على كل بهواك في العام 1994 من إنتاج دارين للإنتاج والتوزيع الفني
عام 1995وقعت عقدا مع شركة روتانا للصوتيات حيث أنتجت لها ثلاثة البومات
صورت العديد من الفيديوكليبات الحصرية لصالح شبكة راديو وتلفزيون العرب 
بعد انتهاء عقدها مع روتانا وقعت مع شركة «ريناد» السعودية حيث أنتجت لها ألبوما واحدا وهو عليك عيني عام 2001.
عام 2003 قدمت أغنية منفردة بعنوان ما تغيب عني بشتقلك  قام التلفزيون الأردني بعمل مونتاج للأغنية من عدة لقطات لجوانا والعندليب عبد الحليم حافظ ضمن برنامج «ألبوم أغاني»
شاركت في العديد من الحفلات والمهرجانات العربية في عدة دول عربية وأجنبية ك لبنان، الأردن، سوريا باكستان، مصر وغيرها 
عام 2006 عادت جوانا بألبوم حتفضل في قلبي من إنتاج شركة ميلودي تعاونت فيه مع عدة شعراء ولحنين أبرزهم الراحل رياض الهمشري الذي كانت تربطهما صداقة 
خلال حرب تموز2006 قدّمت جوانا ملاح الأغنية الوطنية من خلال فيديو كليب «لبنان يا لبنان» حيث كانت حرب لبنان سببا في التفكير في الأغنية والكليب إذ قامت بتصويره في أحد استوديوهات دبي وارتدت فيه قميصا أسود اللون تعبيرا عن حالة الحزن والحداد على شهداء الوطن 
في أكتوبر عام 2007 وقعت عقدا مع المنتج نجيب ساويرس صاحب شركة Q-music التي انفصلت عن ميلودي بعد خلافات مع المنتج جمال مروان لكنها فسخت العقد مع الشركة بسبب مماطلتها وتأخرها عن إصدار الأغاني بعد كثرة سؤال الناس عن غيابها 
عام 2008 أصدرت أغنية دينية بعنوان الله يا رحمن  في شهر رمضان المبارك من كلمات أحمد ماضي، ألحان يحيى الحسن وتوزيع وسام الغزاوي 
غابت جوانا عن الساحة الفنية بعد العام 2008 حيث صرحت في إحدى اللقاءات أنها تعيش قصة حب، انتقلت بعدها للعيش خارج لبنان.
عام 2011 عادت بأغنية منفردة بعنوان العطاء كلمات رولا حويك ولحنها ناجح الماجد صورتها بطريقة الفيديوكليب  وهي أغنية تناشد فيها العالم من أجل أطفال الذين يعانون بسبب الحرمان والجوع  ابتعدت بعدها عن الساحة الفنية في نهاية أكتوبر عام 2020 عادت للساحة الغنائية من خلال نشيد بعنوان عربية أكتبته في العام 2017 لكنها أطلقته بعد إنفجار مرفأ بيروت وأخرجه بشير أسمر وعن قرارها المفاجئ بالإبتعاد عن الساحة الفنيّة قالت: 
 في فبراير 2022 أطلقت أغنية أنت عود من كلماتها وألحانها 

## ألبومات[20][21]
| الألبوم         | العام | المنتج | الأغنيات |
| --------------- | ----- | ------ | --- |
| عل كل بهواك     | 1994  | دارين  | أنت أنت، أجمل قمرية، على كل بهواك، على ساعة الحب، مخبراشي، ما تيجو نسهر، تفرق معاك، ولا حد ثاني                                     |
| أصعب قرار       | 1996  | روتانا | عصفورك، أصعب قرار، مكدبتش خبر، أغلى حبايبك، صدفه لقيتك، معقولة حلاوتك                                                               |
| شيناناي         | 1997  | روتانا | شيناناي، أمانة، أنت شو، يوبا يوبا، سألوني، ساكن روحي                                                                                |
| لامستحيل تنساني | 1999  | روتانا | زخ المطر، لابد تودعني، بردة، لا مستحيل، نور عيوني، اعشقك                                                                            |
| عليك عيني       | 2001  | ريناد  | عليك عينى، كلمنى عن نفسه، قلبك عرف الغرام، طير السما، طمنونى، رعشة أشواق، ربنا ما يجيب خصام، عساك طيب، جلى جلى، شنغلاله، لمين سهران |
| حتفضل في قلبي   | 2006  | ميلودي | هتفضل في قلبى، مني، ما تطلع، وبيوعدوني، اسمعوا ملا خبرية، جوا عينيا، قربني ليك                                                      |

## فيديو كليبات
| الأغنية                            | المخرج            | المنتج         | العام |
| ---------------------------------- | ----------------- | -------------- | ----- |
| على كل بهواك                       | art الموسيقى      | وليد السيد     | 1994  |
| والله يا بوي (مخبراشي) صور بنسختين | art الموسيقى      | فواز جابر      | 1994  |
| أصعب قرار                          | art الموسيقى      | طريف السيد حسن | 1996  |
| طولت كتير غيابك                    | art الموسيقى      |                | 1996  |
| ما كذبتش خبر                       | art الموسيقى      | وليد السيد     | 1996  |
| عصفورك                             | art الموسيقى      | أكرم قاووق     | 1997  |
| يوبا يوبا                          | art الموسيقى      | أكرم قاووق     | 1998  |
| شيناناي                            | art الموسيقى      | ميرنا خياط     | 1997  |
| زخ المطر                           | art الموسيقى      | باسم كريستو    | 1999  |
| جلاجلا                             | ريناد             | باسم كريستو    | 2001  |
| عليك عيني                          | ريناد             | ميرنا خياط     | 2001  |
| قلبك عرف الغرام                    | ريناد             | ميرنا خياط     | 2001  |
| ما تغيب عني بشتقلك                 | التلفزيون الأردني | شحادة الدرابسة | 2005  |
| حتفضل في قلبي                      | ميلودي            | جاد شويري      | 2006  |
| لبنان يا لبنان                     | إم بي سي          | كمال صالح      | 2006  |
| قربني ليك                          | ميلودي            | كارولين لبكي   | 2008  |
| العز متوج ع جبينك                  | إنتاج خاص         | ديانا وهبة     | 2009  |
| بالعطاء                            | 360 ميديا،ميلودي  | ألكس الشمالي   | 2011  |
| عربية أنا                          | إنتاج خاص         | بشير أسمر      | 2020  |
| أنت عود                            | إنتاج خاص         | يوسف الفضلي    | 2022  |
| حبيت الحب                          | إنتاج خاص         | عدي رعد        | 2025  |

## أغنيات منفردة
- (1994): حاسبني بالهداوة
- (2000): شاركت في أوبريت «عربية» بعد الانسحاب الإسرائيلي من جنوب لبنان
- (2004): أغنية لأطفال العراق بعد الاحتلال الأمريكي.
- (2006): لبنان يا لبنان
- (2008): الله يا رحمن
- (2009): العز متوج عجبينك[23]
- (2011): العطاء [24]
- (2020): عربية أنا
- (2022): أنت عود

## تكريمات
- (2006): تكريم في باكستان بعد حفل لشركة موبينيل  باكستان[25]